# Compitalia
Les Compitalia sont, dans la Rome antique, une fête annuelle mobile en l'honneur des Lares des rues (Lares viales) et des carrefours (Lares compitales). Selon la légende, cette fête aurait été instituée au VIe siècle av. J.-C. par le roi Servius Tullius. Généralement organisée au début de janvier, c'est une fête populaire durant laquelle les habitants sacrifient un porc et offrent des fruits aux Lares pour la protection des habitants des maisons et des quartiers. Des jeux, les ludi compitalicii, accompagnent la célébration. Sacrifices et jeux sont organisés par les associations regroupant plébéiens, affranchis et esclaves, associations qui sont exploitées à Rome comme groupes de soutien politique au Ier siècle av. J.-C. En 64 av. J.-C., le Sénat dissout ces associations en raison des troubles provoqués. Les Compitalia sont remis à l'honneur par Auguste, qui ajoute à la célébration des Lares celle de son Genius.

## Rites
Les rites sont peu connus, à travers quelques textes antiques d'époques variées et par une série exceptionnelle de peintures découvertes à Délos.

### Témoignages littéraires
Les Compitalia sont une fête mobile, redéfinie chaque année. Le préteur annonce la date fixée pour la fête neuf jours avant, selon une formule transmise par Aulu-Gelle : « Les fêtes des carrefours auront lieu le neuvième jour ; une fois inaugurées, on sera criminel de ne pas les observer ».
La nuit précédant la fête, les résidents accrochent aux carrefours et aux portes des maisons des poupées faites en laine, une pour chaque membre libre de la famille, et des balles pour chaque esclave, parce que selon Festus, « ce jour [est] consacré aux dieux Infernaux appelés Lares ; on suspend en leur honneur autant de mannequins que l'on compte de têtes d'esclaves, et on leur offre autant de figures qu'il y a d'hommes libres dans une famille, afin que, se contentant de ces mannequins et de ces images, ils épargnent les vivants. ». Le jour de la fête, on sacrifie aux Lares des porcs engraissés et on leur offre des gâteaux au miel. Des jeux les Ludi compitalicii sont organisés dans les rues, réunissant les habitants libres et esclaves. Ces derniers ont congé ce jour-à et reçoivent double ration de vin,.
Le rite introduit dans ces fêtes permet une forme fruste de recensement, par décompte d'objets matériels. On effectuait un dénombrement par maisons, puis un autre individuel, exhaustif puisqu'il prenait en compte les femmes, les enfants et les esclaves. Comme toujours dans le domaine des Lares, les esclaves étaient considérés au même titre que les hommes libres.

### Compléments archéologiques: les peintures de Délos

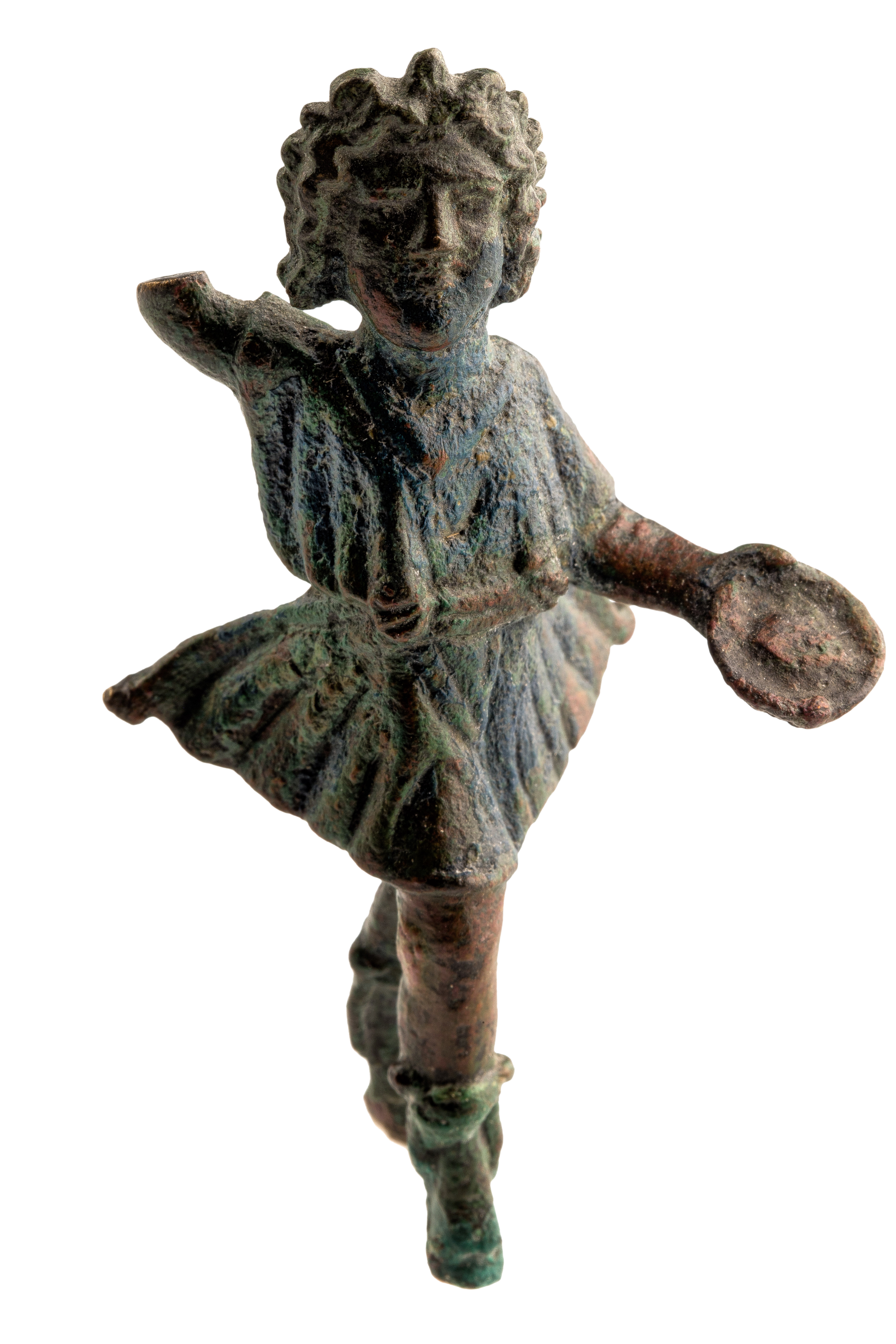
Figurine d’un Lare, Haut-Empire, ca 7.7 cm Musée gallo-romain, Tongres

Les témoignages littéraires sont enrichis par les découvertes archéologiques de peintures dans les quartiers d'habitation de Délos. Mal conservées, la plupart ont disparu, mais Marcel Bulard en a publié une étude détaillée en 1926, considérant que ces peintures décrivaient le culte des Lares familiares. Publiée en 1970, une analyse critique de cette étude par Philippe Bruneau rectifie cette attribution au profit des Lares compitales et d'une représentation des Compitalia, avec quelques influences grecques expliquant la présence de dessins d'Hermès et d'Héraclès. Huit autres ensembles peints ont été découverts depuis, et l'étude est actualisée par Claire Hasenohr. Ces peintures donnent la seule vision des Compitalia dont on dispose pour la période républicaine, à la fin du IIe siècle av. J.-C. et au début du Ier siècle av. J.-C., avec le risque de variations locales dues l'influence grecque.
Les autels de Délos sont fixes, construits en blocs maçonnées adossés aux façades d'habitation. Ils sont entourés de peintures extérieures illustrant divers moments de la cérémonie : devant un autel encadré de brûle-parfums, les officiants ont la tête couverte d'un pan de leur toge, certains, la main au-dessus de l'autel, y déposent de l'encens. Un jeune garçon présente le porc à sacrifier orné de guirlandes, parfois accompagné d'un joueur d'aulos. Après débitage de la victime — la violence de la mise à mort n'est montrée dans aucune représentation antique — on confectionne des brochettes de viande. Certaines peintures montrent aussi des offrandes de fruits. Plusieurs représentations de Lares ont été trouvées sur les murs, soit au-dessus de l'autel, soit près d'une porte de maison : jeunes hommes en tunique courte serrée à la taille, chaussés, coiffés d'une couronne de feuillage ou d'un bonnet phrygien, une jambe vers l'avant comme pour un pas de danse.
Les Compitalia s'accompagnent de jeux, les ludi compitalicii. À Délos, plusieurs scènes peintes sur les côtes d'autels ou à proximité montrent des athlètes nus ou en pagne, face à face. Les jeux devaient donc consister en concours de lutte ou de pancrace. Les prix sont figurés à côté des lutteurs : amphore, palme et jambon, ce dernier prix est inconnu des compétitions grecques et renvoie fort probablement au sacrifice du porc. Quelques peintures laissent deviner d'autres formes d'animation pour les jeux : cavalier suivi par un second qui tient la queue du cheval, scènes burlesques, adversaires porteurs de bouclier.
Le répertoire iconographique de Délos est semblable à celui découvert à Pompéi malgré la différence d'un siècle. On retrouve les Lares dans leur pose caractéristique, les scènes de sacrifice avec un officiant en toge, les pièces de charcuterie. Seules différences marquées, les serpents, omniprésents à Pompéi, sont absents des dessins de Délos, tandis qu'aucune scène de lutte n'a été trouvée à Pompéi.

Laraire de la villa 6, Terzigno, près de Pompéi
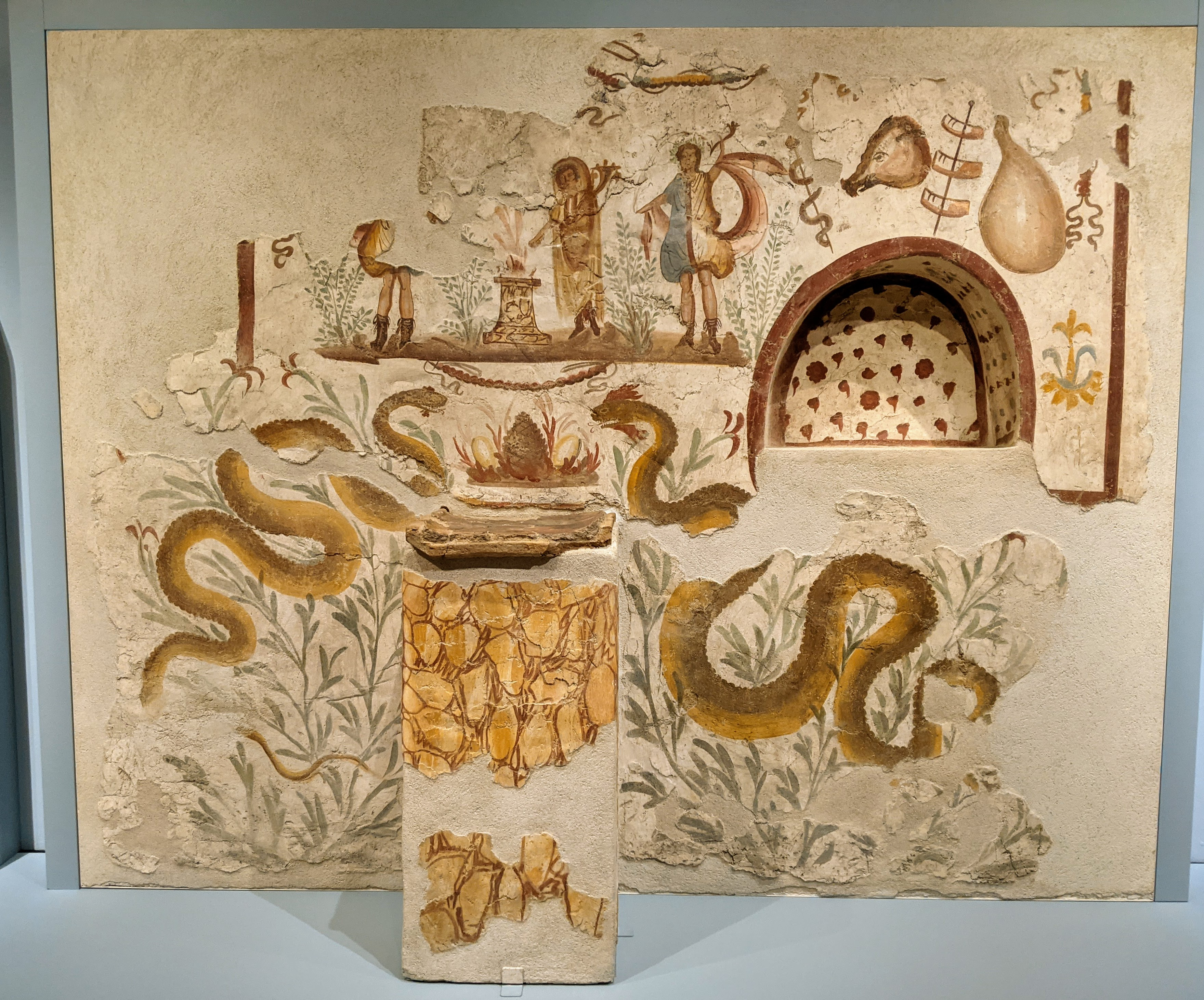
Vue d'ensemble, petit autel et fresque.
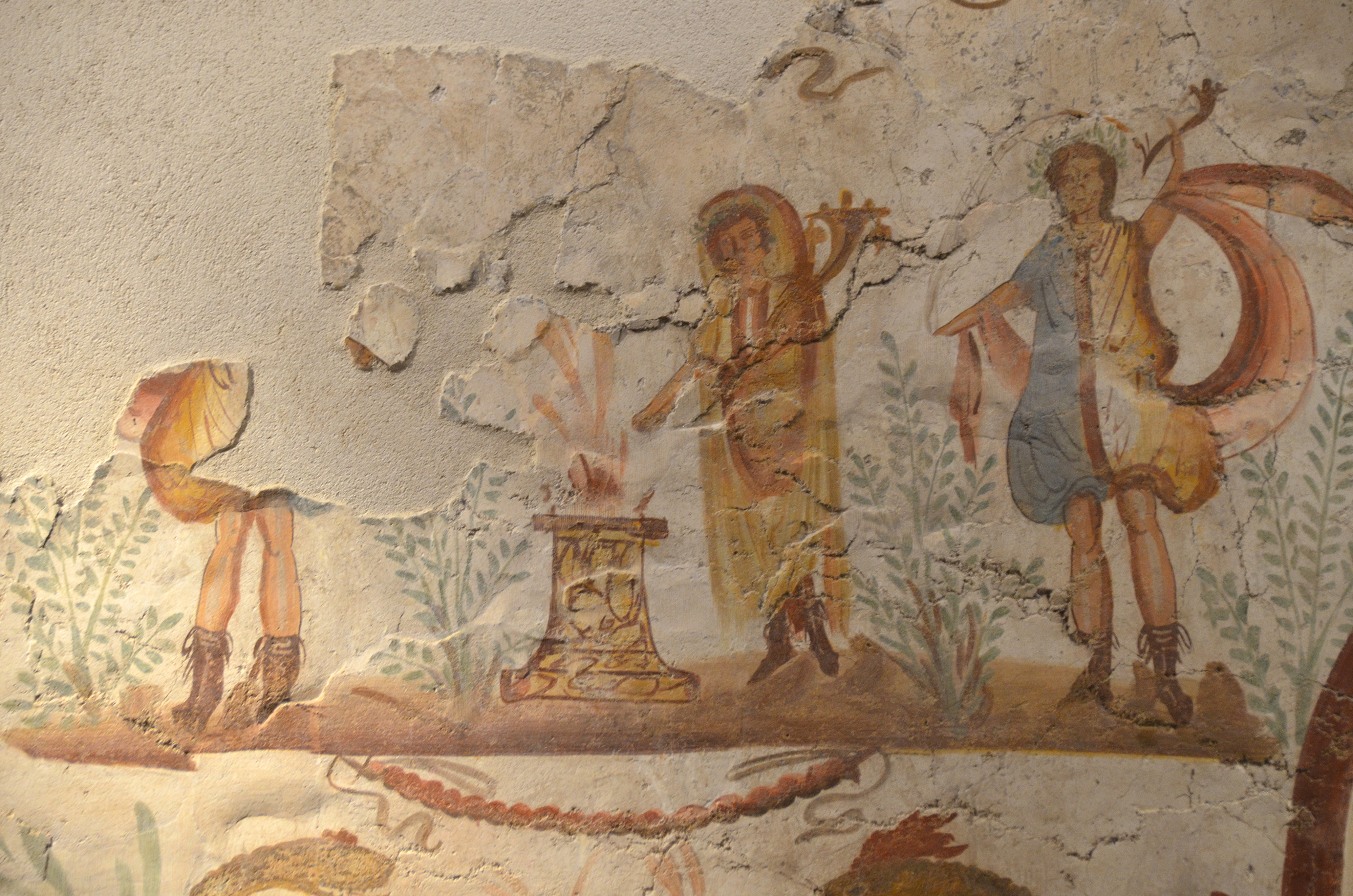
Détail : sacrifiant en toge entouré des Lares.
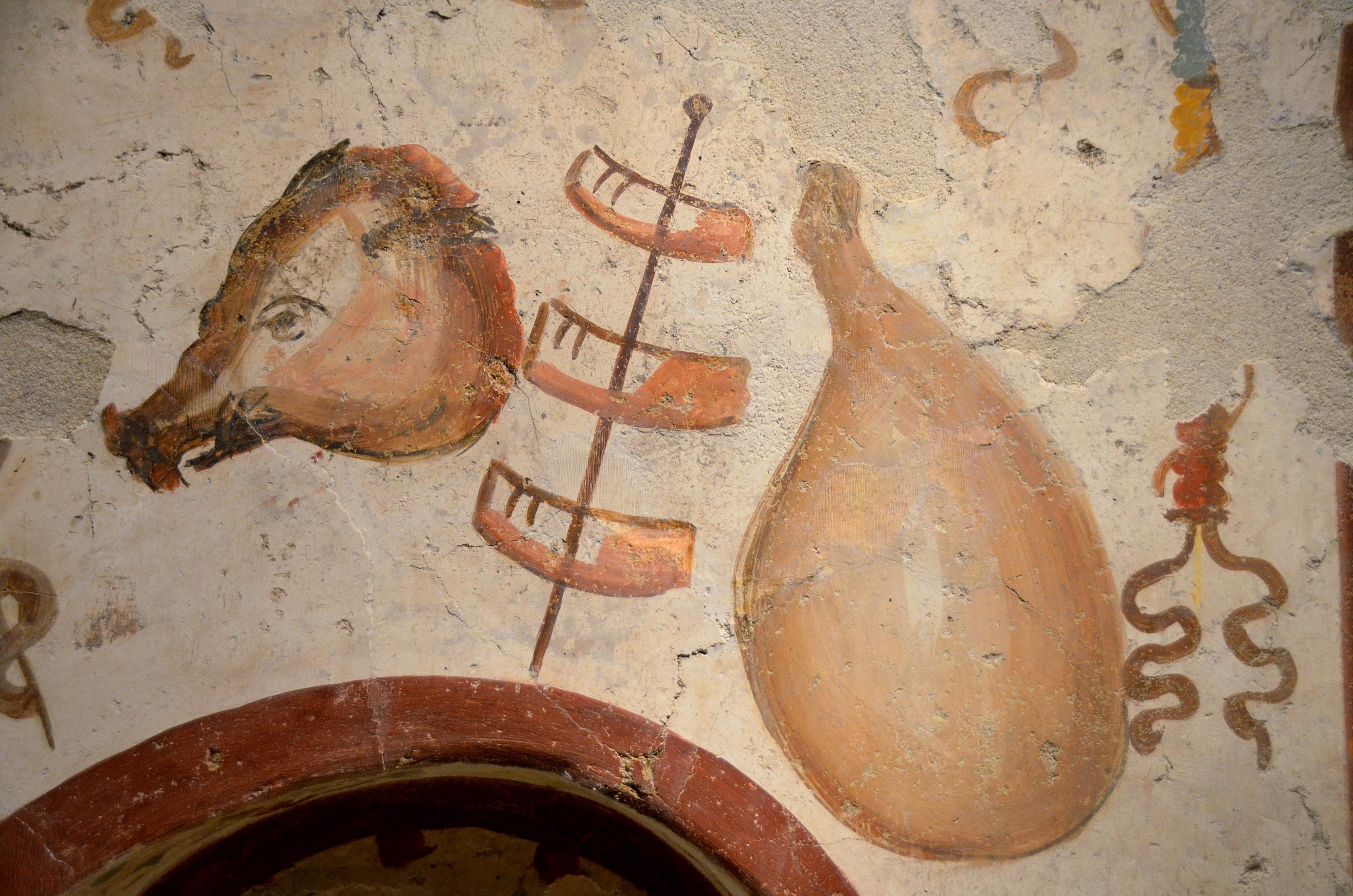
Détail : hure, brochettes et jambon tirés du porc sacrifié.

## Historique
Comme souvent, les auteurs anciens ont un mythe de fondation qui attribue une origine plus ou moins historique à la création des fêtes. Selon Denys d'Halicarnasse, c'est le roi de Rome Servius Tullius qui instaura le culte des Lares dans des chapelles installées aux carrefours, célébré par des prêtres assistés d'esclaves exemptés de leurs travaux habituels ce jour-là,. Les Saturnales de Macrobe mentionnent que les Compitalia furent rétablies par le roi Tarquin le Superbe, et que son successeur Junius Brutus remplaça les sacrifices d'enfants faits à Mania, mère des Lares, pour le salut des familles, par l'exposition de têtes d'ail et de pavot. Cette substitution répondait à l'oracle d'Apollon, prescrivant « d'offrir des têtes pour les têtes »,.
La tenue des Compitalia et surtout des ludi compitalici, jeux qui les accompagnent, nécessite une organisation et des moyens, et suscite la constitution d'associations, les collegia compitalicia, selon l'expression latine créée par Theodor Mommsen en 1843. Elles sont dirigées par des magistrats (magistri compiti), élus par leurs membres et rassemblant des citoyens de la plèbe urbaine, des affranchis et des esclaves. À la fin de la République, dès les Compitalia de décembre 67, ces collèges interviennent de plus en plus dans la vie politique. Ils fournissent à Rome des groupes exploités par les factions, particulièrement par les démagogues et suscitent des violences, au point que le Sénat décrète leur dissolution à Rome en 64 av. J.-C.. Mais en 58 av. J.-C., le tribun de la plèbe Clodius Pulcher fait voter le rétablissement des collèges. Jules César, à une date inconnue, prononce à nouveau leur dissolution. En 7 av. J.-C., Auguste rétablit les fêtes de quartiers et les ludi compitalici en les transformant par l'ajout de la célébration des Lares Augustes et du Genius Augusti, génie d'Auguste représenté en toge et offrant une libation, infléchissant les Compitalia vers une forme de culte impérial,. Auguste renforce le prestige des magistri compiti en leur accordant, lors de la période des Compitalia, l'accompagnement d'un licteur (ou deux selon Dion Cassius).